# Лех Качински
Лех Александер Качѝнски (на полски: Lech Aleksander Kaczyński) е полски политик и юрист, президент на Полша в периода 2005 – 2010 година.
Деец на демократичната опозиция по време на Полската народна република. Председател на Върховната контролна палата (1992 – 1995), министър на правосъдието в правителството на Йежи Бузек и главен прокурор (2000 – 2001), кмет на Варшава (2002 – 2005)
Съосновател на партията Право и справедливост и неин първи председател (2001 – 2003), сенатор I мандат и депутат I и IV мандат. Хабилитиран доктор на юридическите науки, преподавател в университет „Кардинал Стефан Вишински“ и Гданския университет, специалист в областта на трудовото право. Загива при самолетната катастрофа край Смоленск на 10 април 2010 година.

## Биография

### Произход и образование
Лех Качински е роден във Варшава, в семейството на Раймунд (инженер, войник от Армия Крайова и участник във Варшавското въстание) и Ядвига (филолог от Полската академия на науките). Става известен още като дете, когато със своя брат Ярослав изпълняват главните роли в полския филм от 1962 г. Двамата, които откраднаха луната.
През 1971 г. Лех Качински завършва право и администрация във Варшавския университет. През 1980 г. защитава докторат по трудово право в Гданския университет, а през 1990 г. се хабилиира с разработка на тема „Социалната пенсия“. От 1971 г. преподава в Института по държавно законодателство и Катедрата по трудово право на Гданския университет.

### Опозиционна дейност
През 70-те години на 20 век Лех Качински е активист в продемократическото и антикомунистическо движение в Полша, Комитет за защита на работниците. По това време, участието в такъв комитет се смята за нелегална дейност. През август 1980 година взима участие в стачното движение в Гданск. Той е автор на точките от споразуменията от Гданск, които засягат трудовото право. Участва в изготвянето на статута на „Солидарност“. По време на Военното положение в Полша, въведено от комунистите през декември 1981 г., той е изпратен в концентрационен лагер като антисоциалистически елемент. След пускането му от концентрационния лагер, той се възобновява своята профсъюзна активност и става член на нелегалния съюз „Солидарност“.
След като „Солидарност“ е узаконена отново в края на 80-те години, Лех Качински става съветник на Лех Валенса. От февруари до април 1989 г. Той участва в преговорите на „кръглата маса“ в Полша.

### Политическа кариера
На 4 юни 1989 г. Лех Качински е избран за сенатор от Гдански огръг. На 14 февруари 1992 г. става председател на Висшата камара за контрол, като дейността му силно повишава общественото доверие към тази институция. В същото време членува в Административния съвет към Международната организация на труда на ООН.
През 2001 г. братята създават партия „Право и справедливост“ (ПиС). Лех Качински е председател на партията от 2001 до 2003 г., а негов приемник става брат му, Ярослав Качински. На изборите през 2001 и двамата влизат в парламента.
През 2002 г. Лех е избран за кмет на Варшава с голяма преднина. Основни насоки в неговата политика са борбата с корупцията и грижата за сигурността на гражданите. Кръщава една от улиците във Варшава на името на чеченския сепаратист и пръв президент Джохар Дудаев, което предизвиква гнева на Москва. По време на неговия мандат и с активната му подкрепа е открит Музеят на Варшавското въстание.
През 2004 и 2005 г. Качински забранява гей парадите във Варшава, като изтъква, че липсват достатъчно причини за това, както и че подобен парад ще поощри „хомосексуалния стил на живот“. През 2004 г. неговите опоненти определят действията му като неконституционни и той нееднократно е критикуван от администрацията на Мазовецко войводство, която официално ръководи кмета на Варшава. През 2005 г. той разрешава контра-демонстрация, наречена „Парад на нормалността“.
През 2007 година Полша, на която президент е Лех Качински, е намерена за виновна от Европейския съд по правата на човека по нарушаване на „свободата на събранията и сдруженията“ съгласно Член 11 от Европейската конвенция за правата на човека.
На 23 октомври 2005 г. Лех Качински печели изборите за президент на Република Полша. Външната политика, която води като държавен глава, е насочена към засилване на позициите на страната в международен план. Отдава голямо значение на сътрудничеството със САЩ, подкрепя членството на Грузия и Украйна в НАТО. Учредява ордена Военен кръст, връчван за заслуги в борбата с тероризма.

### Смърт
На 10 април 2010 г. загива заедно със съпругата си Мария Качинска в самолетна катастрофа край Смоленск. Самолетът Ту-154, с който пътува правителствената делегация за церемонията по случай 70-годишнината от Катинските разстрели, се разбива при опит за приземяване на летище в Западна Русия. Оцелели от катастрофата няма.

## Признание и награди

### Почетен гражданин
- Чижев (2007)[5]
- Нови Сонч (2009)[6]

### Почетен доктор
Избран е за почетен доктор на грузинския Държавен университет Иван Джавахишвили (2007), Националната академия за държавна администрация при президента на Украйна (2007), Монголския държавен университет в Улан Батор (2008), Университета за чужди езици Ханкук в Сеул (2008), Бакинския славянски университет Баку (2009), Люблинския католически университет „Йоан Павел II“ (2009).